# HIStory World Tour
 (juillet 2009).
Si vous disposez d'ouvrages ou d'articles de référence ou si vous connaissez des sites web de qualité traitant du thème abordé ici, merci de compléter l'article en donnant les références utiles à sa vérifiabilité et en les liant à la section « Notes et références ».
Tournées par Michael Jackson
Dangerous World Tour
(1992-1993) This Is It
(2009-2010)
Le HIStory World Tour est une tournée mondiale de Michael Jackson qui a commencé le 7 septembre 1996 à Prague en République tchèque (plus grand concert de la tournée avec 130 000 spectateurs) et s’est terminée le 15 octobre 1997 à Durban en Afrique du Sud. Elle tire son nom de l'album studio History sorti en 1995.
En France, la tournée s'est arrêtée le 25 juin 1997 à Lyon (stade Gerland), les 27 et 29 juin à Paris (Parc des Princes), et le 27 juillet à Nice (stade Charles-Ehrmann). Elle s'est également arrêtée en Suisse, le 20 juin 1997 à Lausanne (stade de la Pontaise) et le 25 juillet à Bâle (stade Saint-Jacques), ainsi qu'au Luxembourg, le 22 juin à Bettembourg (Krakelshaff).
Le HIStory World Tour a réuni 4,5 millions de spectateurs pour un total de 82 concerts sur les cinq continents, ce qui en fait une des plus grosses tournées en termes d'audience des années 1990. Dernière tournée mondiale de Michael Jackson, elle rapporta 165 millions de dollars de recettes (soit l'équivalent de 262 millions de dollars en 2019), ce qui en fait la tournée d'un artiste solo la plus lucrative des années 1990.

## Médias
Les 4 et 6 juillet 1997, les concerts donnés  au Stade olympique de Munich (Allemagne) sont filmés par la télévision allemande Sat.1. Le montage des deux concerts fera l'objet d'une diffusion TV à travers le monde entier. Le concert sera notamment diffusé en Allemagne sur les chaînes de télévision Sat.1 et ZDF, aux États-Unis sur ABC, ou encore sur Canal+ en France. 
D'autres concerts ont été filmés pour la télévision, comme celui de Bucarest (Roumanie) diffusé sur la chaîne 7abc, d'Auckland (Nouvelle-Zélande) sur TV Orange, de Copenhague (Danemark) sur Mediacorp 5 ou de Göteborg (Suède) sur TV 1000. Parmi l'un des deux concerts donné à Séoul en 1996, il y en a un qui a fait l'objet d'une sortie commerciale sur support vidéo en Asie.
En septembre 2010, le concert filmé au stade olympique d'El Menzah (Tunisie) le 7 octobre 1996 est diffusé sur la chaîne de télévision tunisienne Nessma.
Des extraits de concerts ou des concerts dans leur intégralité, dont ceux cités précédemment, sont disponibles sur internet, notamment sur la plateforme de vidéos en ligne YouTube. Il existe également des VHS ou DVD de concerts vendus par des fans.

## Faits divers
- À Manila, Michael Jackson au début de scream donne un signe qu'il monte le volume.
- Le 7 octobre 1996 à Tunis, le chanteur donna son premier concert de carrière solo en Afrique, devant 60 000 spectateurs.
- Lors d'un des concerts au Japon, Michael Jackson est tombé en faisant le lean (balancement vers l'avant) lors de la chanson Smooth Criminal. Mais pour montrer qu'il allait bien, il a improvisé quelques pas de danse.
- Le 10 juin 1997 à Amsterdam, Michael Jackson n'a pas trouvé l'encoche en « V » du pied droit nécessaire pour réaliser le lean (seul le pied gauche était « encoché »). Ainsi, Michael Jackson a mis sa jambe droite en avant et s'est penché à moitié, réalisant ainsi un « demi-lean ».
- À seulement quelques heures du début d'un concert à Sydney le 14 novembre 1996, Michael Jackson s'est marié à Debbie Rowe dans la même ville lors d'une cérémonie civile dans sa suite présidentielle de l'hôtel Sheraton On The Park.
- Michael a été le premier chanteur à donner deux concerts à guichets fermés (35 000 spectateurs) dans le stade Aloha d'Honolulu à Hawaï. Ces concerts furent les deux seuls donnés par l'artiste dans son pays natal. Ainsi, après le Dangerous World Tour qui n'était pas passé par les États-Unis, l'artiste confirma sa volonté de se promouvoir à l'international (surtout l'Europe), voire de chanter dans des pays dans lesquels il n'était jamais allé. La tournée ne passa pas non plus par l'Amérique du Sud.
- Lors du concert du 25 juillet 1997 à Bâle (Suisse), un petit garçon a crié tellement fort « I Love You » pendant que Michael faisait mine de pleurer sur I'll Be There que le chanteur esquissa un grand sourire, ce qui ne manqua pas de faire réagir tout le stade par des applaudissements.
- Le 31 août 1997, Michael apprend la mort de l'une de ses plus proches amies, la princesse Diana. Le concert prévu le même jour à Ostende (Belgique) est annulé et reporté au 3 septembre. Il ajoutera pour ses derniers concerts les chansons Smile et Gone Too Soon à son programme, en hommage à Lady Di.
- À Séoul, pendant l'interprétation de Earth Song, un fan a réussi à monter pour rejoindre Michael en haut de la passerelle. Heureusement il n'était pas venu pour l'agresser mais simplement pour lui témoigner son affection. Une fois la passerelle redescendue, la sécurité l'a intercepté.
- Lors du concert à Tunis, le grand drap blanc de Smooth Criminal n'arriva pas à être remonté. Pendant que des techniciens essayaient de le faire remonter, Michael donna des petits coups dedans.
- Lors du concert à Bandar Seri Begawan (Brunei) le 31 décembre 1996, il y a eu plusieurs incidents, comme la scène qui était glissante sur Billie Jean, la passerelle qui n'était pas fonctionnelle, ou encore le grand drap blanc de Smooth Criminal qui n'est pas descendu.
- Lors des concerts du 7, 10, 14, 17, 20 et 24 septembre 1996 à Prague, Budapest, Bucarest, Moscou, Varsovie et Saragosse, Michael interprète Thriller avec une veste rouge. Par la suite, il reprendra la veste blanche du Dangerous World Tour car la rouge s'était détériorée.
- Lors des concerts d'Amsterdam en 1996, Michael interprète Thriller avec la veste à lumières du Bad World Tour (sans utiliser les lumières de la veste), car celle qu'il avait utilisé originellement s'était détériorée. Par la suite, il reprendra la veste du Dangerous World Tour car celle du Bad World Tour était trop lourde.

### Concert deLyon
Dans l'après-midi, les 16 gagnants du concours organisé par la station locale de la radio NRJ arrivent pour effectuer les répétitions en vue de leur passage sur scène en tant que figurants pendant Earth Song et Heal the World. Ces 16 personnes ont ainsi pu rencontrer Michael sur scène, trois d'entre-eux ont eu le privilège de le rencontrer en loge, 30 min avant le concert, afin de lui offrir des cadeaux de remerciement (leur statut était « VIP CHOIR », incluant deux places offertes et une photo avec le chanteur avant le début du spectacle)
.

## Programme
| 1. Scream 2. They Don't Care About Us 3. She Drives Me Wild (intro) / In the Closet 4. Wanna Be Startin' Somethin' 5. Stranger in Moscow 6. Smooth Criminal 7. The Way You Make Me Feel 8. You Are Not Alone 9. Jackson 5 Medley : - I Want You Back - The Love You Save - I'll Be There 10. Off The Wall Medley : - Rock with You - Off the Wall - Don't Stop 'Til You Get Enough 11. Billie Jean 12. Thriller 13. Beat It 14. Come Together / D.S. 15. Dangerous (avec un extrait de Smooth Criminal) 16. Black or White 17. Earth Song 18. Heal the World 19. HIStory | 1. Scream 2. They Don't Care About Us 3. She Drives Me Wild (intro) / In the Closet 4. Wanna Be Startin' Somethin' 5. Stranger in Moscow 6. Smooth Criminal 7. You Are Not Alone 8. Jackson 5 Medley : - I Want You Back - The Love You Save - I'll Be There 9. Billie Jean 10. Thriller 11. Beat It 12. Blood on the Dance Floor 13. Dangerous (avec un extrait de Smooth Criminal) 14. Black or White 15. Earth Song 16. We are the World (interlude vidéo) 17. Heal the World 18. HIStory |

## Liste des concerts
| No.                  | Date              | Ville               | Pays               | Lieu                          | Audience |
| -------------------- | ----------------- | ------------------- | ------------------ | ----------------------------- | -------- |
| 1re partie (1996-97) |                   |                     |                    |                               |          |
| Europe               |                   |                     |                    |                               |          |
| 1                    | 7 septembre 1996  | Prague              | République tchèque | Letna Park                    | 130 000  |
| 2                    | 10 septembre 1996 | Budapest            | Hongrie            | Népstadion                    | 50 000   |
| 3                    | 14 septembre 1996 | Bucarest            | Roumanie           | National Stadium              | 70 000   |
| 4                    | 17 septembre 1996 | Moscou              | Russie             | Dynamo Stadium                | 50 000   |
| 5                    | 20 septembre 1996 | Varsovie            | Pologne            | Bemowo Airport                | 120 000  |
| 6                    | 23 septembre 1996 | Saragosse           | Espagne            | La Romareda                   | 45 000   |
| 7                    | 28 septembre 1996 | Amsterdam           | Pays-Bas           | Amsterdam Arena               | 50 000   |
| 8                    | 30 septembre 1996 | Amsterdam           | Pays-Bas           | Amsterdam Arena               | 50 000   |
| 9                    | 2 octobre 1996    | Amsterdam           | Pays-Bas           | Amsterdam Arena               | 50 000   |
| Afrique              |                   |                     |                    |                               |          |
| 10                   | 7 octobre 1996    | Tunis               | Tunisie            | El Menzah Stadium             | 60 000   |
| Asie                 |                   |                     |                    |                               |          |
| 11                   | 11 octobre 1996   | Séoul               | Corée du Sud       | Olympic Stadium               | 50 000   |
| 12                   | 13 octobre 1996   | Séoul               | Corée du Sud       | Olympic Stadium               | 50 000   |
| 13                   | 18 octobre 1996   | Taipei              | Taïwan             | Chungshan Soccer Stadium      | 48 000   |
| 14                   | 20 octobre 1996   | Kaohsiung           | Taïwan             | Tsoying Naval Airfield        | 38 000   |
| 15                   | 22 octobre 1996   | Taipei              | Taïwan             | Chungshan Soccer Stadium      | 40 000   |
| 16                   | 25 octobre 1996   | Singapour           | Singapour          | National Stadium              | 35 000   |
| 17                   | 27 octobre 1996   | Kuala Lumpur        | Malaisie           | Merdeka Stadium               | 40 000   |
| 18                   | 29 octobre 1996   | Kuala Lumpur        | Malaisie           | Merdeka Stadium               | 40 000   |
| 19                   | 1er novembre 1996 | Mumbai (Bombay)     | Inde               | Andheri Sports Complex        | 65 000   |
| 20                   | 5 novembre 1996   | Bangkok             | Thaïlande          | Muang Thong Thani City Center | 40 000   |
| Océanie              |                   |                     |                    |                               |          |
| 21                   | 9 novembre 1996   | Auckland            | Nouvelle-Zélande   | Ericsson Stadium              | 43 000   |
| 22                   | 11 novembre 1996  | Auckland            | Nouvelle-Zélande   | Ericsson Stadium              | 43 000   |
| 23                   | 14 novembre 1996  | Sydney              | Australie          | Sydney Cricket Ground         | 40 000   |
| 24                   | 16 novembre 1996  | Sydney              | Australie          | Sydney Cricket Ground         | 40 000   |
| 25                   | 19 novembre 1996  | Brisbane            | Australie          | ANZ Stadium                   | 40 000   |
| 26                   | 22 novembre 1996  | Melbourne           | Australie          | Melbourne Cricket Ground      | 65 000   |
| 27                   | 24 novembre 1996  | Melbourne           | Australie          | Melbourne Cricket Ground      | 65 000   |
| 28                   | 26 novembre 1996  | Adelaide            | Australie          | Adelaide Oval                 | 30 000   |
| 29                   | 30 novembre 1996  | Perth               | Australie          | Burswood Dome                 | 20 000   |
| 30                   | 2 décembre 1996   | Perth               | Australie          | Burswood Dome                 | 20 000   |
| 31                   | 4 décembre 1996   | Perth               | Australie          | Burswood Dome                 | 20 000   |
| Asie                 |                   |                     |                    |                               |          |
| 32                   | 8 décembre 1996   | Manille             | Philippines        | Asia World City               | 55 000   |
| 33                   | 10 décembre 1996  | Manille             | Philippines        | Asia World City               | 55 000   |
| 34                   | 12 décembre 1996  | Tokyo               | Japon              | Tokyo Dome                    | 45 000   |
| 35                   | 15 décembre 1996  | Tokyo               | Japon              | Tokyo Dome                    | 45 000   |
| 36                   | 17 décembre 1996  | Tokyo               | Japon              | Tokyo Dome                    | 45 000   |
| 37                   | 20 décembre 1996  | Tokyo               | Japon              | Tokyo Dome                    | 45 000   |
| 38                   | 26 décembre 1996  | Fukuoka             | Japon              | Fukuoka Dome                  | 40 000   |
| 39                   | 28 décembre 1996  | Fukuoka             | Japon              | Fukuoka Dome                  | 40 000   |
| 40                   | 31 décembre 1996  | Bandar Seri Begawan | Brunei             | Jerudong Park Amphitheatre    | 4 000    |
| Amérique du Nord     |                   |                     |                    |                               |          |
| 41                   | 3 janvier 1997    | Honolulu            | Hawaï / États-Unis | Aloha Stadium                 | 35 000   |
| 42                   | 4 janvier 1997    | Honolulu            | Hawaï / États-Unis | Aloha Stadium                 | 35 000   |
| 2e partie (1997)     |                   |                     |                    |                               |          |
| Europe               |                   |                     |                    |                               |          |
| 43                   | 31 mai 1997       | Brême               | Allemagne          | Weserstadion                  | 55 000   |
| 44                   | 3 juin 1997       | Cologne             | Allemagne          | Mungersdorfer Stadium         | 65 000   |
| 45                   | 6 juin 1997       | Brême               | Allemagne          | Weserstadion                  | 55 000   |
| 46                   | 8 juin 1997       | Amsterdam           | Pays-Bas           | Amsterdam Arena               | 50 000   |
| 47                   | 10 juin 1997      | Amsterdam           | Pays-Bas           | Amsterdam Arena               | 50 000   |
| 48                   | 13 juin 1997      | Kiel                | Allemagne          | Nordmarksportfield            | 55 000   |
| 49                   | 15 juin 1997      | Gelsenkirchen       | Allemagne          | Parkstadion                   | 52 000   |
| 50                   | 18 juin 1997      | Milan               | Italie             | Stade San Siro                | 65 000   |
| 51                   | 20 juin 1997      | Lausanne            | Suisse             | Stade de la Pontaise          | 35 000   |
| 52                   | 22 juin 1997      | Bettembourg         | Luxembourg         | Krakelshaff                   | 45 000   |
| 53                   | 25 juin 1997      | Lyon                | France             | Stade de Gerland              | 25 000   |
| 54                   | 27 juin 1997      | Paris               | France             | Parc des Princes              | 65 000   |
| 55                   | 29 juin 1997      | Paris               | France             | Parc des Princes              | 55 000   |
| 56                   | 2 juillet 1997    | Vienne              | Autriche           | Ernst-Happel Stadium          | 50 000   |
| 57                   | 4 juillet 1997    | Munich              | Allemagne          | Stade olympique               | 82 000   |
| 58                   | 6 juillet 1997    | Munich              | Allemagne          | Stade olympique               | 82 000   |
| 59                   | 9 juillet 1997    | Sheffield           | Royaume-Uni        | Don Valley Stadium            | 45 000   |
| 60                   | 12 juillet 1997   | Londres             | Royaume-Uni        | Wembley Stadium               | 75 000   |
| 61                   | 15 juillet 1997   | Londres             | Royaume-Uni        | Wembley Stadium               | 80 000   |
| 62                   | 17 juillet 1997   | Londres             | Royaume-Uni        | Wembley Stadium               | 75 000   |
| 63                   | 19 juillet 1997   | Dublin              | Irlande            | Royal Dublin Society Arena    | 40 000   |
| 64                   | 25 juillet 1997   | Bâle                | Suisse             | Stade Saint-Jacques           | 55 000   |
| 65                   | 27 juillet 1997   | Nice                | France             | Stade Charles-Ehrmann         | 38 000   |
| 66                   | 1er août 1997     | Berlin              | Allemagne          | Olympic Stadium               | 77 000   |
| 67                   | 3 août 1997       | Leipzig             | Allemagne          | Festwiese                     | 60 000   |
| 68                   | 10 août 1997      | Hockenheim          | Allemagne          | Hockenheimring                | 85 000   |
| 69                   | 14 août 1997      | Copenhague          | Danemark           | Parken Stadium                | 52 000   |
| 70                   | 16 août 1997      | Göteborg            | Suède              | Ullevi Stadium                | 50 000   |
| 71                   | 19 août 1997      | Oslo                | Norvège            | Valle Hovin                   | 34 000   |
| 72                   | 22 août 1997      | Tallinn             | Estonie            | Song Festival Grounds         | 75 000   |
| 73                   | 24 août 1997      | Helsinki            | Finlande           | Olympic Stadium               | 50 000   |
| 74                   | 26 août 1997      | Helsinki            | Finlande           | Olympic Stadium               | 50 000   |
| 75                   | 29 août 1997      | Copenhague          | Danemark           | Parken Stadium                | 50 000   |
| 76                   | 3 septembre 1997  | Ostende             | Belgique           | Hippodrome Wellington         | 63 000   |
| 77                   | 6 septembre 1997  | Valladolid          | Espagne            | Nuevo Jose Zorrilla Stadium   | 47 000   |
| Afrique              |                   |                     |                    |                               |          |
| 78                   | 4 octobre 1997    | Le Cap              | Afrique du Sud     | Greenpoint Stadium            | 35 000   |
| 79                   | 6 octobre 1997    | Le Cap              | Afrique du Sud     | Greenpoint Stadium            | 35 000   |
| 80                   | 10 octobre 1997   | Johannesburg        | Afrique du Sud     | Johannesburg Stadium          | 57 000   |
| 81                   | 12 octobre 1997   | Johannesburg        | Afrique du Sud     | Johannesburg Stadium          | 57 000   |
| 82                   | 15 octobre 1997   | Durban              | Afrique du Sud     | King's Park Stadium           | 50 000   |

## Concerts annulés ou reportés
- 27/09/96 : Casablanca, Maroc, stade Mohammed-V. Annulé pour des raisons de sécurité, ce concert a été remplacé par celui d'Amsterdam le 28 septembre 1996.
- 29/09/96 : Casablanca, Maroc, stade Mohammed-V. Annulé pour le même motif, remplacé par le concert d'Amsterdam le 30 septembre 1996.
- 02/10/96 : Le Caire, Égypte. Annulé pour le même motif, remplacé par le concert d'Amsterdam le 2 octobre 1996.
- 08/08/97 : Ljubljana, Slovénie, Ljubljana Hippodrome. Annulé pour faute d'affluence suffisante.
- 31/08/97 : Ostende, Belgique, Hippodrome Wellington. Annulé en raison de la mort de la princesse Lady Diana. Reporté le 3 septembre 1997.
- 04/09/97 : Barcelone, Espagne, Stade olympique Lluís-Companys. Annulé.

## Équipe

### Artiste principal
- Michael Jackson : chanteur, danseur, directeur artistique, acteur, chorégraphe

### Groupe
- Directeur musical : Brad Buxer
- Batterie : Jonathan Moffett
- Basse : Freddie Washington
- Guitare principale : Jennifer Batten
- Guitare rythmique : David Williams
- Synthéthiseurs : Isaiah Sanders et Brad Buxer

### Choristes
- Kevin Dorsey
- Fred White
- Dorian Holley
- Marva Hicks

### Danseurs
- LaVelle Smith
- Shawnette Heard
- Damon Navandi
- Courtney Miller
- Anthony Talauega
- Richmond Talauega
- Loru Werner
- Jason Yribar
- Christian Judd
- Stacy Walker
- Faune Chambers
- Travis Payne

## Sponsor
- La tournée était sponsorisée par un produit officiel, une boisson au goût fruité appelée « Mystery »[7].